# Novo Isioro
Novo Isioro (* 9. února 1986) je nigerijská odbornice na vizuální komunikaci a fotografka. Mezi lety 2015 a 2019 byla nigerijskou prezidentskou dokumentární fotografkou v Kanceláři viceprezidenta Yemiho Osinbajo, SAN. Byla první ženou, která tuto pozici zastávala. Kombinovala to se svou rolí speciální asistentky vizuální komunikace.
V roce 2018 Novo založila nadaci a galerii ANISZA, ve které pracuje jako kurátorka. Uvádí, že cílem nadace je vzdělávat studenty středních škol v nigerijské historii pomocí fotografie, kromě jiných nástrojů a ilustrováním porozumění nigerijské cestě, může posunout věc míru a jednoty v zemi.

## Životopis
Novo Isioro se narodila ve čtvrti Ogba v Lagosu, a vyrostla v rodině střední třídy. Své první zaměstnání získala v sedmnácti letech těsně po středoškolském vzdělání a v pětadvaceti letech se stala generální ředitelkou NOVOIMAGES (společnost zabývající se fotografiemi a snímky se sídlem v Lagosu v Nigérii). Novo je jedinou dcerou Dennise Isioro, který pochází z Isoko-North Local Government Area ve státě Delta a Juliany Adesuwa Isioro ze státu Edo se dvěma staršími sourozenci. Její otec, který jí s oblibou říká 'Novo', byl inženýr a matka obchodnice se zemědělskými produkty.
V roce 2003 získala středoškolský certifikát na Shepherdhill Baptist Girls High School v Obanikoro v Lagosu. V roce 2005 získala kvalifikaci pro přijetí na University of Lagos ke studiu průmyslových vztahů a personálního managementu (IRPM), ale studium nedokončila. V roce 2005 se rychle rozhodla pro svou druhou možnost studovat bilingvní, kancelářské technologie a management na prestižní Yaba College of Technology a v roce 2010 absolvovala s vyšším kreditem. V roce 2009 získala certifikát v oblasti public relations od Nigeria Institute of Public Relations těsně před promocí na vysoké škole. V únoru 2011 pokračovala do státu Anambra, kde zahájila a dokončila jednoletý kurz National Youth Service Corps s výukou francouzštiny na střední škole Amuobia v oblasti místní správy Awka South. V roce 2016 získala stipendium ke studiu Podnikatelského managementu na Enterprise Development Center (LBS) na Pan Atlantic University.

## Peace and Unity Project
V roce 2018 Novo založila nadaci a galerii ANISZA a pracuje jako její kurátorka. Zorganizovala vůbec první výstavu příběhů o jednotě v Nigérii. Cílem nadace je vzdělávat středoškolské studenty v nigerijské historii s využitím fotografie a dalších nástrojů.

## Fotografie
Novo se aktivně věnovala fotografování v roce 2012 krátce po povinné roční službě v Národním sboru pro mládež. Zúčastnila se několika fotografických workshopů a mistrovských kurzů po celém světě.
Nový dokumentární seriál z roku 2012 „podnikový život trhovkyně“ ji přivedl na obrazovky Al-Džazíry; vysílání BBC a oceněné příběhy v Le-Monde, Paříž; Tarkett a další.

## Spolupráce s nigerijskou vládou
Novo Isioro byla jmenována zvláštní asistentkou pro vizuální komunikaci prezidenta za vlády prezidenta Muhammadu Buhariho . Pro viceprezidenta Yemi Osinbajo, SAN, pracovala jako jeho osobní fotografka v letech 2016–2019.

## Workshopy a projekty
- ANISZA, Abuja 2018
- NIPHEC – Nigeria Photography Expo & Conference, Nigérie 2015
- Bakassi Pennisul'Art, Kamerun 2014
- Masterclass s Akinbodem Akinbiyim (Organizace súdánských fotografů / Invisible Borders) Súdán, 2013
- Transafrický fotografický projekt Invisible Borders 4. vydání Road trip Nigérie-Kamerun-Gabon, 2012
- TNI-ACP, Lagos 2014